# Steven Ogg
Steven Ogg là một diễn viên người Canada, được biết đến nhiều nhất với vai Trevor Philips trong trò chơi điện tử năm 2013 Grand Theft Auto V và vai Simon trong The Walking Dead. Ngoài ra Ogg cũng được biết đến với những vai phần phụ của Breaking Bad, Better Call Saul.

## Cuộc sống ban đầu
Ogg sinh ngày 15 tháng 5 năm 1973 tại Edmonton, Alberta và lớn lên ở Calgary .